# Carolann Heduit
Carolann Heduit (Angers, 2 dicembre 2003) è un'ex ginnasta francese.

## Carriera

### 2021: Olimpiadi di Tokyo
A giugno viene scelta per partecipare ai Giochi olimpici di Tokyo 2020, insieme a Marine Boyer, Melanie de Jesus dos Santos e Aline Friess.
Il 25 luglio prende parte alle Qualifiche, tramite le quali la Francia accede alla finale a squadre al quarto posto, mentre individualmente si qualifica per la finale all-around.
Il 27 luglio la Francia termina al sesto posto nella finale a squadre.
Il 29 luglio partecipa alla finale all-around terminando al dodicesimo posto.